# Umshini wami
Umshini wami, también conocido como Awuleth' Umshini Wami, en español Tráigame la metralleta, es una canción popular de protesta en zulú cantada por los miembros del Umkhonto we Sizwe, el ala militar del Congreso Nacional Africano durante la lucha contra el apartheid en Sudáfrica. Recientemente se identifica a Jacob Zuma con la canción, presidente de Sudáfrica, y se oye con frecuencia en manifestaciones en su favor, en particular en la Liga Joven del Congreso Nacional Africano.

## Letra
| Zulú | Español |
| --- | --- |
| Umshini wami mshini wami (lead) khawuleth'umshini wami (Follower) Umshini wami mshini wami, khawuleth'umshini wami Umshini wami mshini wami, khawuleth'umshini wami Wen'uyang'ibambezela(Lead) umshini wami, khawuleth'umshini wami(Follower) | Mi metralleta, mi metralleta Por favor tráigame mi metralleta Mi metralleta Por favor tráigame mi metralleta Mi metralleta Por favor tráigame mi metralleta Por favor tráigame mi metralleta Me está reteniendo Mi metralleta, Por favor tráigame mi metralleta |

## Popularidad y controversia
Desde octubre de 2006 la canción se ofreció como ringtone a través de la página web de los defensores de Zuma. La canción ha sido polémica en Sudáfrica porque se la asocia con la violencia del apartheid. En 2008 Zuma se mostró disgutado al conocer que la canción la cantaban en protestas xenófobas.

## Umdzidzi wami
Después del juicio contra Jacob Zuma por violación las versiones de la canción han proliferado, generalmente satíricas como See4. La versión en Siswati llamada Umdzidzi wami (Alcánzame el trasero/culo) o Khawuleth umdzidzi wami. La canción se ha popularizado en shebeens y tabernas de Sudáfrica. En 2011, Harmony Korine dirigió el cortometraje "Umshini wam", donde actúan Ninja y Yo-Landi de la agrupación sudafricana Die Antwoord.